# 香草味可口可樂

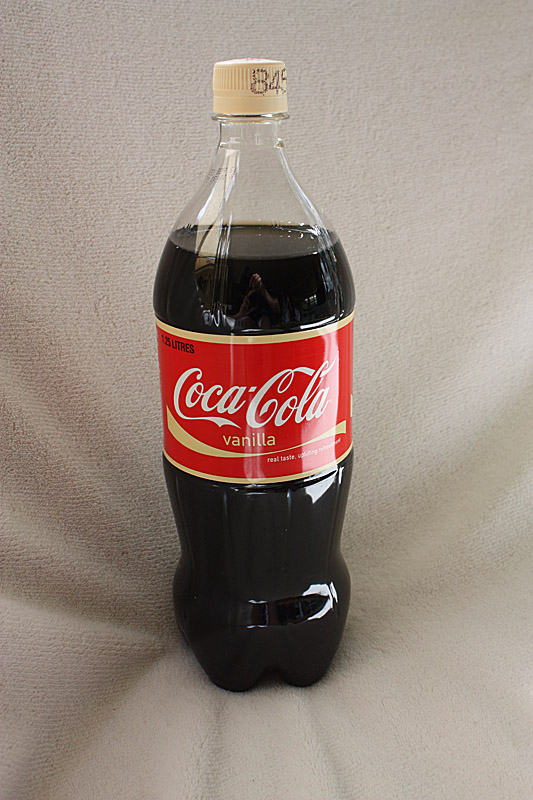

香草味可口可樂（Coca-Cola Vanilla）是指香草口味的可口可樂。這一口味的可口可樂於2002年上市，但於2005年退出北美和英國市場，僅在飲料機提供。2007年，香草味可口可樂在美國重新上市。
2003年，百事可樂也推出了香草味百事可樂。2002年時，維珍集團推出了自己的香草可樂。 